# Puig Cornador (Vilanova de Sau)
El Puig Cornador és una muntanya de 621 metres que es troba al municipi de Vilanova de Sau, a la comarca catalana d'Osona.